# غادة يوسف
غادة يوسف (من مواليد 14 أكتوبر)، مذيعة كويتية من أصل بحريني. قدمت برامج في بدايتها على تلفزيون الكويت وقناة روتانا ، ومع بداية عام 2012 أتجهت إلى قناة الراي  لتقدم برنامج «مسائي». وهي خريجة المعهد العالي للفنون المسرحية.